# Parusi
Parousi er en betegnelse for Kristi nærvær og komme til verden, frem for alt hans genkomst til verden i forbindelse med den sidste dom.
”Parusi” kommer af græsk ”parousia” (παρουσία), som betyder ”nærværelse”, ”tilstedeværelse” eller ”komme”. Ordet betegner ofte, at noget ”højere” (åndeligt) er virksomt til stede i noget ”lavere” (fysisk). Hos Platon betegner parusi således ideernes tilstedeværelse i fænomenerne.
Forestillingen om Kristi genkomst eller ”andet komme” indebærer, at Jesus i sin guddommelige form vil vende tilbage til jorden, som han forlod ved sin himmelfart. Da vil han holde dom, og hans tilhængere skal være sammen med ham i al evighed.
I den første generation efter Jesus’ død var der en stærk forventning om, at genkomsten ville ske snart. Denne forventning ses flere steder i Paulus´ breve, blandt andet i 1. Thessalonikerbrev:
”For det siger vi med et ord af Herren: Vi, der lever og endnu er her, når Herren kommer [ordret: indtil Herrens komme (gr. parousia)], skal ikke gå forud for de hensovede. For Herren selv vil, når befalingen lyder, når ærkeenglen kalder og Guds basun gjalder, stige ned fra himlen, og de, der er døde i Kristus, skal opstå først. Så skal vi, der lever og endnu er her, rykkes bort i skyerne sammen med dem for at møde Herren i luften, og så skal vi altid være sammen med Herren.” 
I evangelierne nævner Jesus flere gange, at han vil komme tilbage:
”Og når jeg er gået bort og har gjort en plads rede for jer, kommer jeg igen og tager jer til mig, for at også I skal være, hvor jeg er.”  ”Og da skal Menneskesønnens tegn komme til syne på himlen, og da skal alle jordens folkeslag jamre, og de skal se Menneskesønnen komme på himlens skyer med magt og megen herlighed.” 
Forestillingen om Kristi genkomst findes ligeledes i den apostolske trosbekendelse, hvor det om Jesus Kristus siges: ”… opfaret til himmels, siddende ved Gud Faders, den Almægtiges, højre hånd, hvorfra han skal komme at dømme levende og døde.” Den apostolske trosbekendelse blev til i 100-tallet – en periode, hvor man ikke længere havde en stærk tro på, at Jesus snart ville komme igen. Det havde jo vist sig, at genkomsten ikke skete i den første generations levetid, sådan som man havde forventet. Parusien var udeblevet. Den blev derfor udskudt til en fjern, ubestemt fremtid. Nærforventningen blev til en fjernforventning. Der er altså tale om en fjernforventning i den apostolske trosbekendelse.